# Thierry Roland

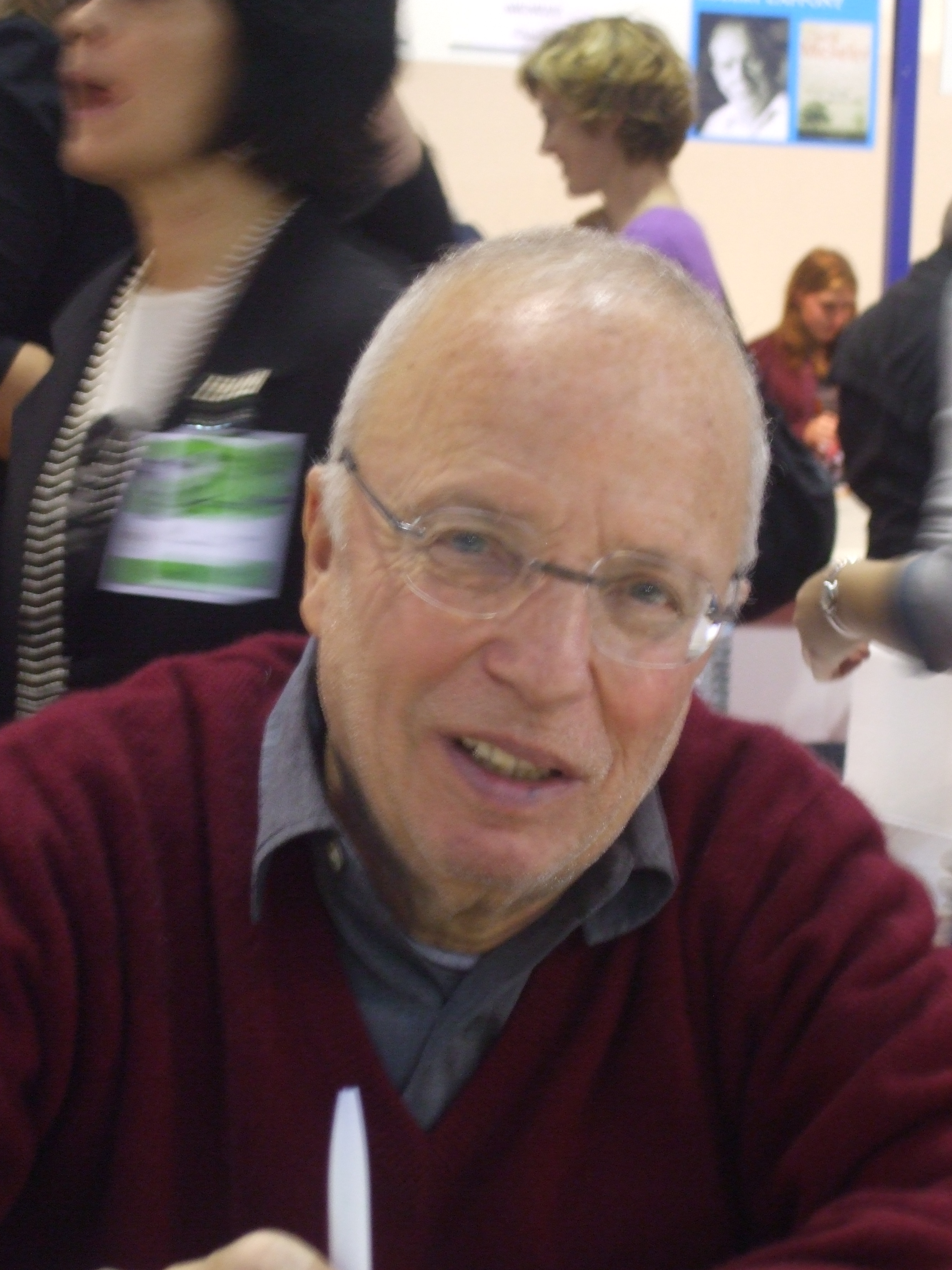

Thierry Roland (Boulogne-Billancourt, 04 de agosto de 1937 — Paris, 16 de junho de 2012) foi um jornalista e comentarista francês. Morreu por causa de um acidente vascular cerebral.